# Клеточный экстракт
Экстра́кт (клеточный экстракт, бесклеточная система) — разрушенные механическим или химическим (осмотический шок) способом клетки, использующиеся для воспроизведения биохимических процессов «в пробирке». Для получения экстрактов используются клетки определённого типа, чаще всего, клетки проростков пшеницы или ретикулоцитов кролика. Проведение экспериментов в клеточных экстрактах позволяет контролировать влияние отдельных компонентов на протекание таких сложных процессов как репликация ДНК и транскрипция. При последующем фракционировании экстрактов могут выделяться большие количества отдельных белков, например, факторов инициации трансляции.

## История
В конце XIX века химическое сообщество не имело единого мнения по вопросу о том, необходимы ли для  сбраживания сахаров (ферментации) живые клетки или каталитические процессы происходят на уровне отдельных молекул. В 1897 году немецкие  химики-братья  Ганс и  Эдуард Бюхнер показали, что бесклеточный экстракт дрожжей катализирует ферментацию .